# Bœuf Stroganov
Pour les autres membres de la famille, voir Famille Stroganoff.
Le bœuf Stroganov ou bœuf Stroganoff (бефстроганов befstróganov, Goviadina Stroganov, en russe), aussi dénommé par erreur Strogonoff,, une recette traditionnelle de la cuisine russe créée par le chef français André Dupont : un ragoût de viande de bœuf mariné, sauté, puis braisé avec une sauce à la crème smetana ou de crème aigre, de moutarde, de paprika, d'oignons, et de champignons. Cette recette classique de la cuisine russe, est à ce jour répandue dans le monde entier sous de nombreuses variantes.

## Étymologie
De nombreuses hypothèses ont été avancées sur l'origine du nom. Il est baptisé probablement du nom d'un membre de la famille Stroganoff de la noblesse russe : soit du général d'artillerie Alexandre Grigorievitch Stroganov (1795-1891) d'Odessa, soit plus probablement du comte adjudant-général de l'Empire russe Pavel Alexandrovitch Stroganov (1774-1817) dont le chef cuisinier français André Dupont avait réalisé une recette de fricassée de bœuf en lui donnant le nom de son maître,.

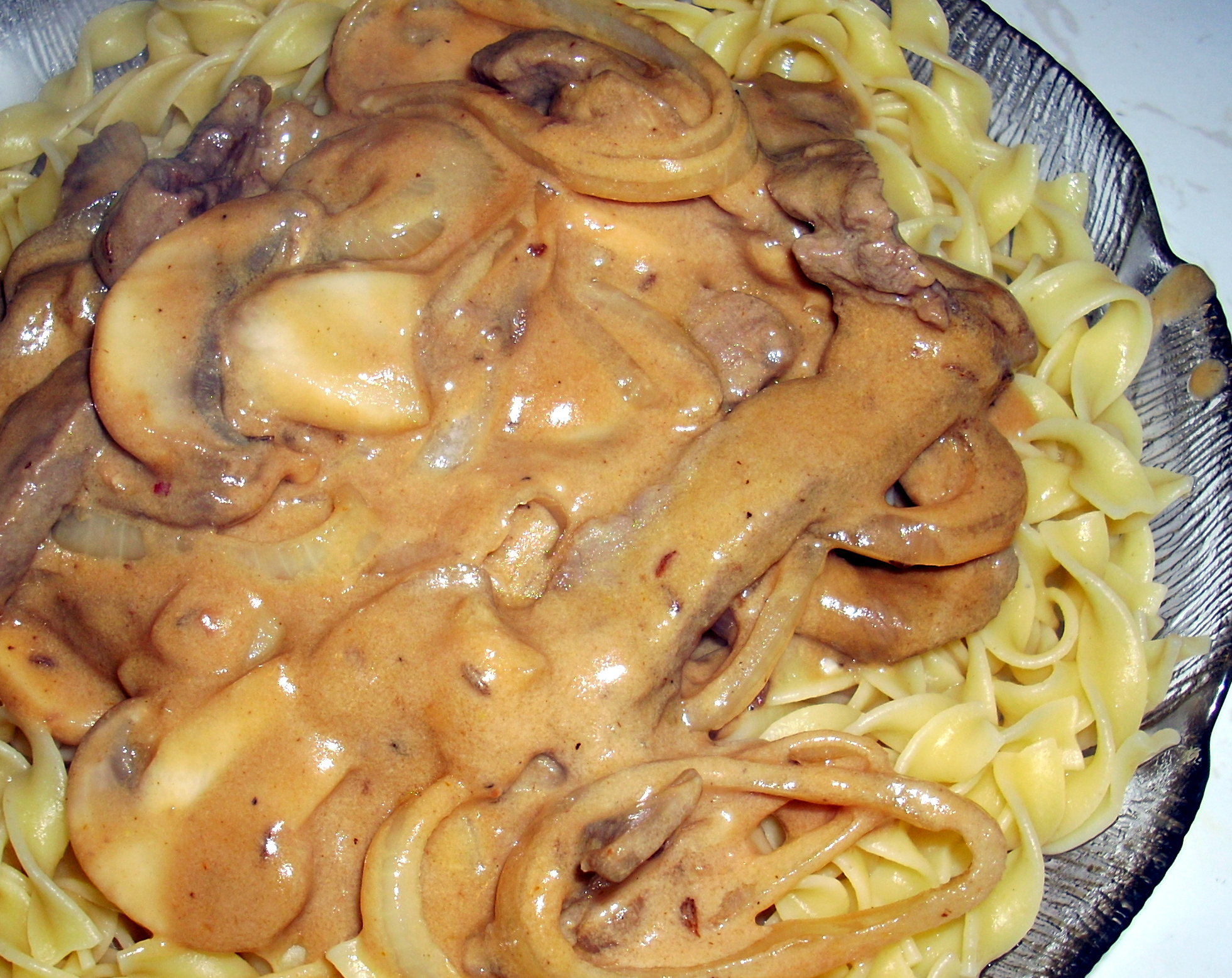
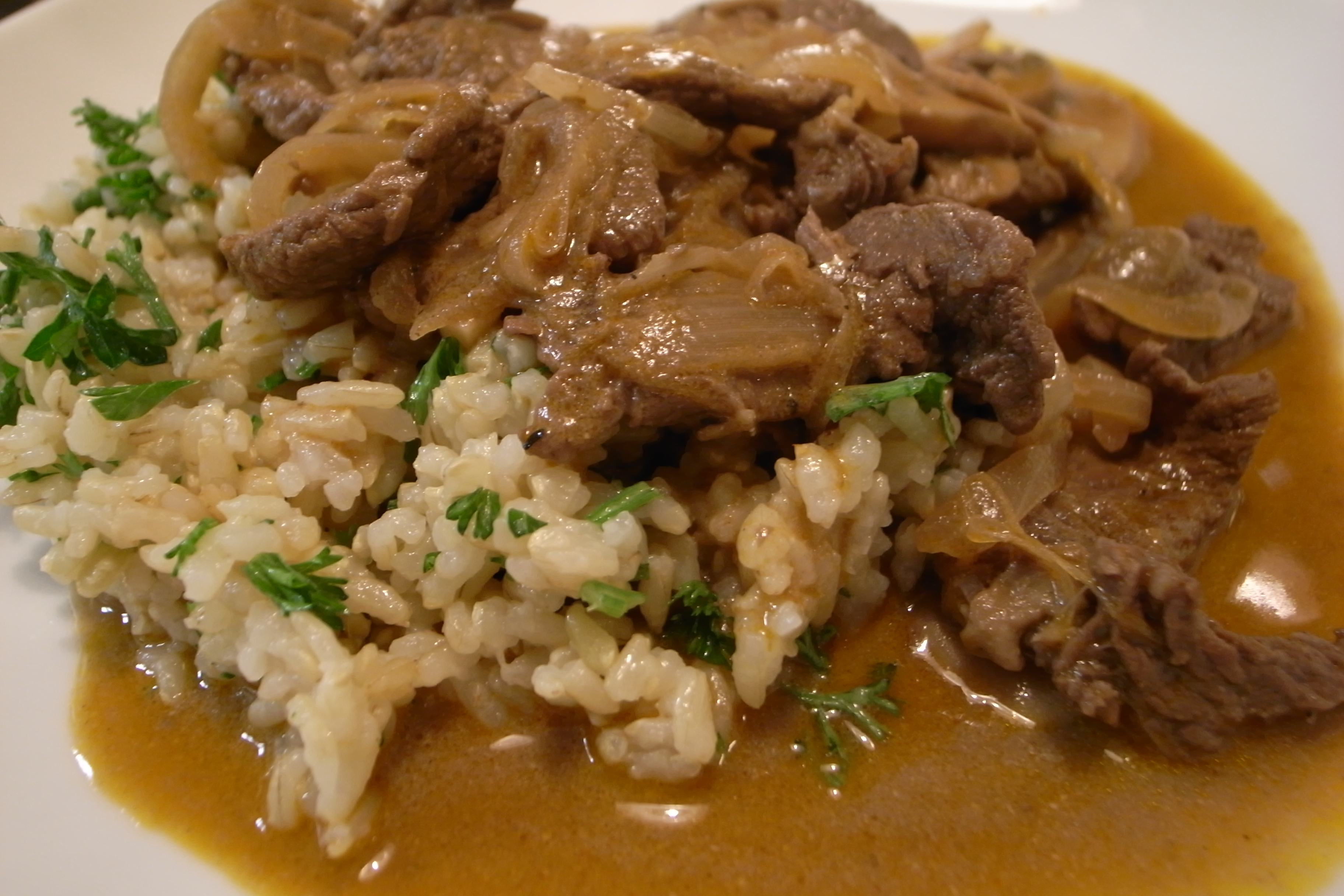
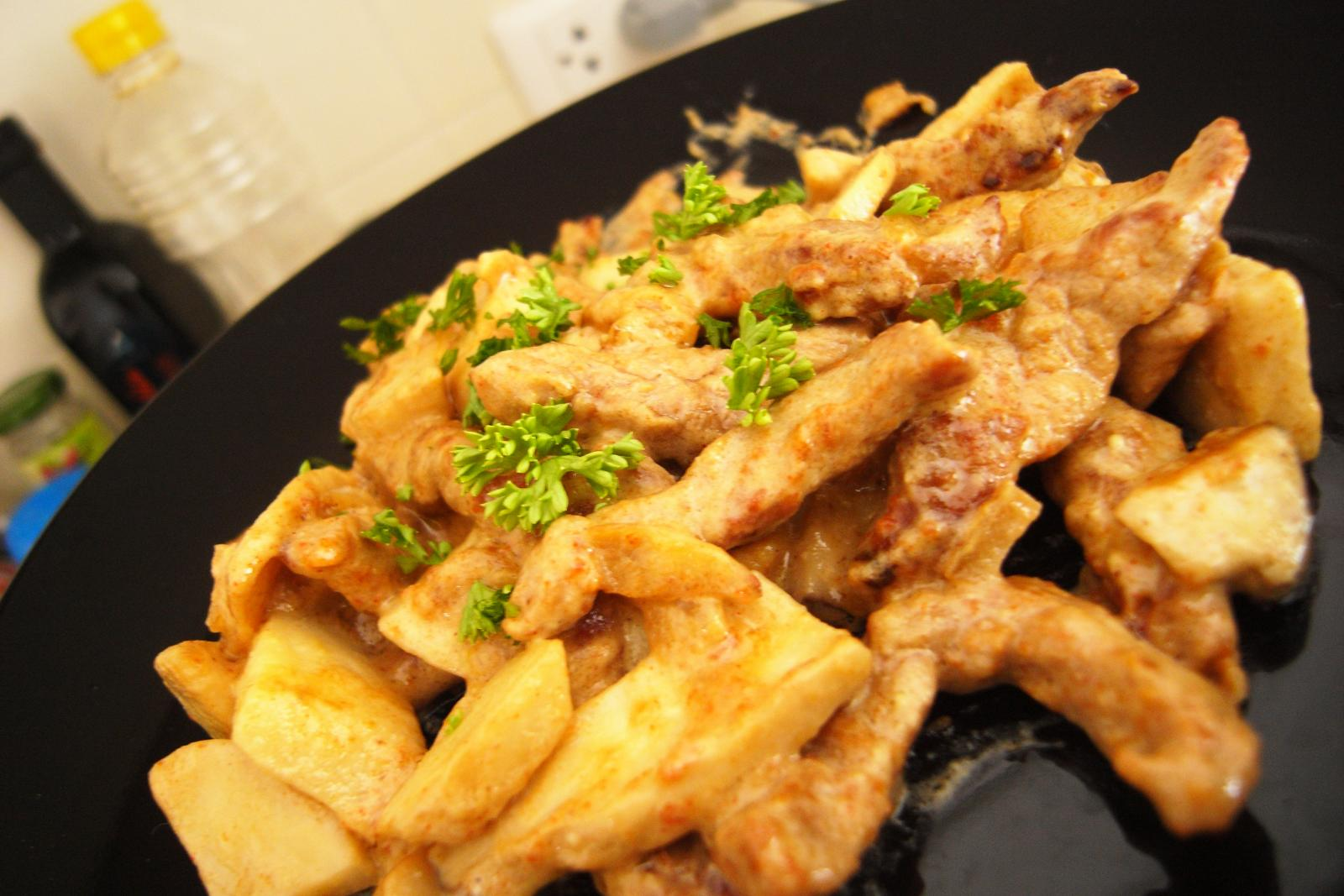

## Histoire

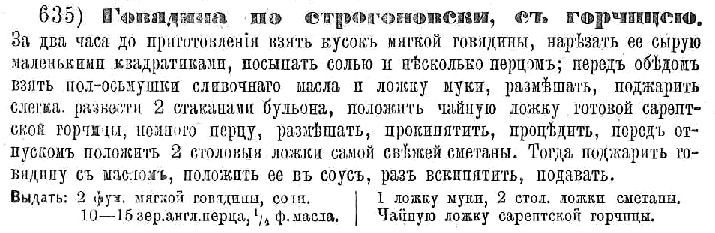
Recette originale bœuf moutarde à la Stroganov, du livre de cuisine russe Cadeau aux jeunes maîtresses de maison d'Elena Ivanovna Molokhovets, édition de 1871.

Dans son édition de 1871, le livre de cuisine russe Cadeau aux jeunes maîtresses de maison d'Elena Ivanovna Molokhovets mentionne pour la première fois la recette du Goviadina po-strogonovski, s gortchitseiou (bœuf moutarde à la Stroganov) : des cubes de bœuf (pas des bandes) légèrement farinés et sautés, avec de la moutarde, du bouillon, et une petite quantité de crème aigre : pas d'oignons ni de champignons
,,.
En 1890 un cuisinier contribue à populariser ce plat dans le monde en remportant un concours de gastronomie avec une sauce Stroganov, à Saint-Pétersbourg. 
Une recette de 1912 y rajoute des oignons, du concentré de tomates, et des allumettes de pommes de terre croustillantes, qui sont à ce jour considérés comme le plat d'accompagnement traditionnel en Russie. La version donnée dans le Larousse gastronomique de 1938, comprend des bandes de bœuf et des oignons, avec de la moutarde ou des tomates.
Entre la Révolution russe de 1917 (fin du régime impérial en Russie) et le début de la Seconde Guerre mondiale, le bœuf Stroganov est servi dans les hôtels et restaurants chinois. Il est alors exporté hors de Russie par les immigrants russes, chinois, et les militaires américains stationnés en Chine, et adapté en plusieurs variantes en Chine, en Occident / États-Unis, ou il devient populaire dans les années 1950. À la même époque à Hong Kong, les restaurants et hôtels russes servent le plat avec du riz, mais sans crème aigre. La recette américaine actuelle est présentée sous forme de bandes de filet de bœuf, avec des champignons, oignon et sauce à la crème aigre, et servi avec du riz ou des pâtes.